# David Brin
David Brin (født 6. oktober 1950 i Glendale, Californien) er en amerikansk science fiction-forfatter. Brin har både være konsulent hos NASA og undervist i fysik.

## Uddannelse
I 1973 blev Brin Bachelor of Science i astronomi fra California Institute of Technology (Caltech). I 1978 blev han Master of Science (svarende til en dansk kandidat-grad) i anvendt fysik fra University of California, San Diego. I 1981 blev han Doctor of Philosophy (Ph.d.) i rumvidenskab fra University of California, San Diego.

## Forfatterskab
Brin er bedst kendt for sine to Uplift-trilogier, hvor det galaktiske samfund "løfter" alle intelligente respirerende livformer "op" til samfundet. I Uplift-romanernes univers repræsenterer menneskeheden en anomalitet, da der ikke er en kendt velgører som har løftet dem op. Dermed mangler menneskeheden en grundlæggende forståelse og værdsættelse af spindsfindighederne ved den galaktiske kultur.
Hans roman The Postman blev filmatiseret under samme navn med Kevin Costner i hovedrollen.
Sammen med Gregory Benford og Greg Bear skrev Brin en trilogi, der fortæller noget af forhistorien til Isaac Asimovs Stiftelsen-serie. Brin skrev det sidste bind i trilogien.